# 诺福克岛地区委员会
諾福克島地區委員會（英語：Norfolk Island Regional Council）是澳大利亞外岛领地諾福克島的地方政府，受新南威爾斯州法律的約束。

## 歷史
2015年7月之前，諾福克島由諾福克立法議會自治。諾福克島地區委員會於2016年7月1日成立，與澳大利亞大多數地方政府機構不同，除了土地規劃和應急管理等地方級服務外，諾福克島地區委員會還向居民提供許多聯邦級服務。
2021年12月，民選委員會被解散，邁克爾·科爾里維（Michael Colreavy）被任命為行政官，其任期到2024年，屆時新南威爾斯州即將舉行下一次地方政府選舉。